# Enzyklika
Als Enzyklika (Plural: Enzykliken; veraltet auch Encyclica, lat. epistula encyclica, von encyclicus „einen Kreis bildend“ und epistula „Brief“, dieses von altgriechisch ἐγκύκλιος enkýklios „was im Kreis herumgeht“ und ἐπιστολή epistolḗ „Brief“) bezeichnet man ein belehrendes, ermutigendes oder ermahnendes Rundschreiben der römisch-deutschen Kaiser oder der Päpste an ihre Untertanen und Getreuen. Kaiserliche Enzykliken waren in der Regel Krönungsberichte. Päpstliche Enzykliken sind bis heute eine wichtige Verlautbarungsform des kirchlichen Lehramtes der römisch-katholischen Kirche. Sie werden gewöhnlich nach den ersten Worten des lateinischen Textes benannt.

## Päpstliche Enzykliken
Die päpstliche Enzyklika ist als Rundschreiben an die Bischöfe des Erdkreises charakterisiert und wendet sich an die ganze Kirche. Manche Enzykliken, beginnend mit der Friedensenzyklika Papst Johannes XXIII. von 1963 Pacem in terris, sind nicht nur an die Gläubigen, sondern „an alle Menschen, die guten Willens sind“, gerichtet.
Gebräuchlich sind Enzykliken in der Lateinischen Kirche seit Papst Benedikt XIV., der die moderne Form dieser Briefgattung als Lehrschreiben 1740 mit der Enzyklika Ubi primum etabliert hat. Bekannt ist auch seine Enzyklika Vix pervenit (1745), in der er massiv gegen Zins und Wucher Stellung bezieht. Papst Leo XII. verurteilte 1824 in seiner ebenfalls mit Ubi primum beginnenden Enzyklika den religiösen Indifferentismus; Pius VIII. wehrte sich in seinem kurzen Pontifikat mit Traditi humilitati nostrae gegen angebliche Geheimgesellschaften, insbesondere die Freimaurer, die er als Gefahr für den Kirchenstaat ansah. Die intransigente Richtung setzte Gregor XVI. fort, der mit Mirari vos 1832 den Indifferentismus und Rationalismus verurteilte und 1834 den Liberalismus verwarf (gegen Lamennais). Wenn auch zunächst in defensiver Haltung, so beginnt unter Gregor XVI. doch das Ringen der katholischen Kirche um die angemessene Distanz von der Staatspolitik, zunächst noch restaurativ als Abwehr gegen jedweden politischen Naturalismus formuliert.
Seit Gregor XVI. (1831–1846) haben die Päpste regelmäßig Enzykliken herausgegeben. Ihren bis heute anhaltenden Aufschwung nahm die päpstliche Lehrtätigkeit mit Pius IX. seit dem I. Vatikanum von 1870. Leo XIII. (1878–1903) verfasste insgesamt fast 90, Pius XI. genau 30, Pius XII. 41 Enzykliken.
Seit Paul VI. werden päpstliche Lehrschreiben häufiger als zuvor auch in weniger feierlicher Form abgefasst. Die Exhortatio apostolica etwa ist formal kein Rundschreiben, sondern ein offener Brief des Papstes an alle oder eine bestimmte Gruppe von Gläubigen. Ein solches Mahnschreiben kann zum Beispiel im Anschluss an eine Bischofssynode in Form eines nachsynodalen Apostolischen Schreibens verfasst werden. Die noch kürzere Form des päpstlichen Briefes, das Breve, ist für Lehraussagen allerdings ungebräuchlich.
Enzykliken können grundsätzlichen Themen der Glaubensverkündigung gewidmet sein oder auch spezielle pastorale Fragen aufgreifen. Ihnen kommt typischerweise eine disziplinäre Lehrautorität zu, ohne dass sie die päpstliche Unfehlbarkeit in Anspruch nehmen. Daraus ergibt sich, dass sie Lehrmeinungen der Päpste wiedergeben, die im geschichtlichen Kontext der jeweiligen religiösen und gesellschaftlichen Situation zu verstehen sind.
Päpstliche Enzykliken werden mit dem sogenannten Incipit zitiert, den ersten zwei oder drei Anfangsworten des ersten Satzes (seltener auch nur das erste Wort, z. B. bei der Enzyklika Libertas Papst Leos XIII. von 1888, oder mit mehr als drei Worten wie Graves de communi re Leos XIII. von 1901).
Beispielhaft sei die (im Original auf Deutsch veröffentlichte) Enzyklika Mit brennender Sorge (lat.: Ardenti cura) genannt, die Papst Pius XI. angesichts der Situation im Deutschen Reich am 14. März 1937 herausgab und die sich gegen die nationalsozialistische Ideologie richtete. Am 19. März desselben Jahres erschien auch eine Enzyklika, die den Kommunismus verurteilte (Divini redemptoris), und wenig später eine Enzyklika zur Lage in Mexiko (Nos es muy conocida). Drei Enzykliken innerhalb zweier Wochen blieb der Rekord in der gesamten Geschichte des Papsttums.
Die Veröffentlichung der Enzykliken erfolgt normalerweise auf Latein im Amtsblatt des Heiligen Stuhls. Häufig ist zugleich eine amtliche Übersetzung in anderer Sprache beigegeben. Die beiden Enzykliken Pius’ XI. Mit brennender Sorge und Nos es muy conocida wurden ausnahmsweise unmittelbar in der Zielsprache Deutsch bzw. Spanisch veröffentlicht und werden auch so zitiert.

## Besondere Enzykliken

### Antrittsenzyklika
Mit der ersten Enzyklika des seligen Papstes Pius IX. (Qui pluribus von 1846), die ähnlich wie eine Thronrede oder Regierungserklärung programmatische Aussagen über die Ziele und Vorhaben des beginnenden Pontifikats enthielt, wurde ein neuer Typ Enzyklika begründet. Seitdem nennt man die erste Enzyklika eines Papstes nach seinem Amtsantritt Antrittsenzyklika. So veröffentlichte Papst Johannes Paul II. zum Beginn seines päpstlichen Amtes 1979 die Enzyklika Redemptor Hominis („Erlöser des Menschen“), in der er sein theologisches Programm der Rückbesinnung auf Christus als Zentrum des Glaubens darlegte, und Papst Benedikt XVI. überschrieb seine im Januar 2006 veröffentlichte Antrittsenzyklika Deus caritas est („Gott ist Liebe“).
Einen ungewöhnlichen Sonderfall stellt die erste Enzyklika von Papst Franziskus dar, die unter dem Titel Lumen fidei („Licht des Glaubens“) am 29. Juni 2013 veröffentlicht wurde. Sie basierte auf einem Entwurf seines Vorgängers Papst Benedikt XVI. Franziskus bezeichnete sie deshalb als „Lehrschreiben der vier Hände“.

### Marianische Enzyklika
Als Marianische Enzyklika werden Enzykliken bezeichnet, die schwerpunktmäßig der Marienverehrung gewidmet sind. Die Erneuerung der Marienverehrung wurde besonders durch Papst Pius IX. angestoßen, der am 8. Dezember 1854 mit der päpstlichen Bulle Ineffabilis Deus das Dogma über die Unbefleckte Empfängnis verkündete. Auf den Höhepunkt gelangte die Marienverehrung mit dem am 1. November 1950 durch Papst Pius XII. verkündeten Dogma über die Aufnahme Mariens in den Himmel. Von den Päpsten des 20. Jahrhunderts, die sich als eifrige Marienverehrer erwiesen, stammen eine Reihe von Enzykliken zu marianischen Themen, zuletzt Redemptoris Mater (1987) von Johannes Paul II.

### Missionsenzyklika
Im kirchlichen Sprachgebrauch umfasst der Begriff Mission nicht allein die „Weltmission“ im Sinne der Missionierung Nichtgläubiger in fernen Ländern (Erstevangelisierung), sondern die Evangelisierung (Verkündigung und Verbreitung des Evangeliums) als Ganzes, was auch die etwa in Form der Volksmission betriebene Verkündigungs- und Evangelisierungsarbeit unter getauften Christen einschließt (Neuevangelisierung). Beginnend mit der ersten bekannten Missionsenzyklika Sancta Dei civitas (1880) von Papst Leo XIII. haben die Päpste im vergangenen Jahrhundert diverse Lehrschreiben zum Thema Mission und Evangelisierung veröffentlicht; sie alle befassen sich mit dem Missionsauftrag der Kirche und dem christlichen Verständnis der Missionsarbeit. Mit dem Konzildekret Ad gentes (1965) hat auch das 2. Vatikanische Konzil eine eigene Verordnung über die Missionstätigkeit der Kirche verabschiedet. Das Apostolische Schreiben Evangelii nuntiandi (1974) von Papst Paul VI. gilt als Magna Charta der missionarischen Tätigkeit der Kirche und wird deshalb oft mit unter den Begriff Missionsenzykliken gerechnet.

### Rosenkranzenzyklika
Die Praxis, im Monat Oktober den Rosenkranz zu beten, entwickelte sich gegen Ende des 18. Jahrhunderts. Der für seine Marienfrömmigkeit bekannte Papst Leo XIII. förderte die Verehrung der Gottesmutter, indem er die Gläubigen zum ständigen Gebrauch des Rosenkranzes anregte und alleine sieben Enzykliken zum Thema des Rosenkranzgebetes verfasste, darunter Supremi apostolatus officio (1883), Superiore anno (1884), Magnae Dei matris (1892), Laetitiae sanctae (1893) und Iucunda semper expectatione (1894). Diese von Leo XIII. und seinen Nachfolgern veröffentlichten Lehrschreiben, darunter in neuerer Zeit Ingravescentibus malis (1937) von Papst Pius XI., Marialis rosarii (1961) von Papst Johannes XXIII. und Christi matri rosarii (1966) von Papst Paul VI., werden oft unter dem Begriff „Rosenkranz-Enzykliken“ zusammengefasst. Zuletzt erschien 2002 das Apostolische Schreiben Rosarium Virginis Mariae von Papst Johannes Paul II.

### Sozialenzyklika
Die gesellschaftlichen Umbrüche der zweiten Hälfte des 19. Jahrhunderts waren Anlass für die römisch-katholische Kirche und ihre Päpste, zu den drängenden sozialen Problemen ihrer Zeit Stellung zu nehmen. Dabei ging es ihnen besonders darum, das christliche Menschenbild und die soziale Verantwortung des Einzelnen im Kontext der durch die Industrialisierung bedingten sozialen Veränderungen zu unterstreichen. Die Lehrschriften der Päpste zu diesen Themen (Sozialenzykliken) spielten eine gewichtige Rolle für die Entwicklung der katholischen Soziallehre. Zu nennen sind hier insbesondere die Enzyklika Rerum Novarum (1891) von Papst Leo XIII. und deren zu runden Jahrestagen herausgegebenen Folgeenzykliken Quadragesimo anno (1931) von Papst Pius XI., Mater et magistra (1961) von Papst Johannes XXIII. und Laborem exercens (1981) sowie Centesimus annus (1991) von Papst Johannes Paul II. Darüber hinaus werden zu den Sozialenzykliken auch Pacem in terris (1963), die die Bedeutung der Menschenrechte unterstreicht, sowie Populorum progressio (1967), Sollicitudo rei socialis (1987), Caritas in Veritate (2009) und Fratelli tutti (2020) gezählt. Papst Franziskus bezeichnete auch seine Enzyklika Laudato si’ (2015) nicht nur als Umweltenzyklika, sondern darüber hinaus auch als Sozialenzyklika, mit der er für eine „ganzheitliche Ökologie“ aus Sicht der Ärmsten werbe.
Nicht alle diese Enzykliken hatten einen ausgesprochenen sozialpolitischen Charakter, weshalb sich eine Einteilung in „große“ und „kleine“ Sozialenzykliken etabliert hat. Darüber hinaus gibt es auch wichtige Apostolische Schreiben, die inhaltlich und wirkungsgeschichtlich eine den Sozialenzykliken vergleichbare Bedeutung besitzen (etwa Octogesima adveniens (1971) von Papst Paul VI.) und die deshalb zumeist mit unter diesen Begriff gerechnet werden.

### Erziehungs-Enzyklika
Papst Pius XI. stellte in Divini illius magistri (1929) wichtige Voraussetzungen und Forderungen für die christliche Erziehung der Jugend dar. Dabei forderte er unter anderem, der Staat müsse das Recht der Familien auf christliche Erziehung schützen und notfalls das Recht der Kinder auf angemessene Erziehung sicherstellen, wenn die Eltern moralisch oder physisch versagen sollten. Gegen den Willen der Eltern dürfe jedoch die Schulpflicht nicht durchgesetzt werden. Die Sexualerziehung und die Koedukation bezeichnete er als gefährlich und forderte katholischen Religionsunterricht sowie Katholische Schulen.

### Umweltenzyklika
Mit Laudato si („Gelobt seist du“) vom 24. Mai 2015 veröffentlichte Papst Franziskus am 18. Juni 2015 eine Enzyklika, welche gänzlich unter seiner Feder erarbeitet wurde. Erstmals ist hier das Thema Umwelt in einer Enzyklika zentral. Franziskus entwickelt in dem in der kirchlichen und säkularen Öffentlichkeit als „Umweltenzyklika“ oder auch „Ökologieenzyklika“ bezeichneten Schreiben einen ganzheitlichen Ansatz der Ökologie. Diesem Rundschreiben wird das Potenzial eines enormen Impulses für die ökologische Bewegung in der Kirche zugeschrieben.